# Essostruthella notaticollis
Essostruthella notaticollis là một loài bọ cánh cứng trong họ Cerambycidae.